# Phanoperla wedda
Phanoperla wedda és una espècie d'insecte plecòpter pertanyent a la família dels pèrlids que es troba a Sri Lanka.